# Desiree Cousteau
Desiree Cousteau, nata Deborah A. Clearbranch, coniugata Scheer (Savannah, 1º gennaio 1956), è un'ex attrice pornografica statunitense.

## Biografia
Iniziò la sua carriera nei primi anni settanta come attrice in film non pornografici, partendo da una piccola parte nel B-movie del 1974 Femmine in gabbia (Caged Heat). La sua carriera mainstream non decollò mai e ben presto si trovò coinvolta nel mondo dei film a luci rosse. Lavorò costantemente nella cinematografia per adulti dalla fine degli anni settanta ai primi anni ottanta.
Nel 1978 ricevette il premio come migliore attrice dalla Adult Film Association of America per la sua interpretazione nel film Desiree la grande insaziabile (Pretty Peaches), del regista Alex de Renzy, considerata una delle sue prove migliori. La Cousteau interpretava "Peaches", descritta come "una donna folle e spensierata che si tuffa allegramente nella vita senza preoccupazioni".
Nel film ha un incidente d'auto dopo aver partecipato al matrimonio di suo padre, seguito da uno stato di incoscienza. Due ragazzi la trovano e approfittano di lei e si propongono successivamente di aiutarla quando risulta evidente la sua amnesia. La trama ruota poi intorno a tutte le situazioni sciocche create dai ragazzi e alla determinazione di Peaches di continuare a sorridere nonostante tutto.
Dopo la fine della sua carriera è stata inserita nella Hall of Fame sia degli XRCO Award che degli AVN Award.

## Riconoscimenti
- AVN Awards
  - 1997 – Hall of Fame[7]

- XRCO Award
  - 1993 – Hall of Fame[8]

## Filmografia
- Boiling Point (1978)
- China Cat (1978)
- Easy (1978)
- Formal Faucett (1978)
- Hot Lunch (1978)
- Pizza Girls (1978)
- Desiree la grande insaziabile (Pretty Peaches), regia di Alex de Renzy (1978)
- Swedish Erotica Film 207 (1978)
- Swedish Erotica Film 236 (1978)
- Telefantasy (1978)
- 800 Fantasy Lane (1979)
- Candy la super viziosa (Candy Goes to Hollywood), regia di Gail Palmer (1979)
- Deep Rub (1979)
- Ecstasy Girls 1 (1979)
- Enquetes (1979)
- Female Athletes (1979)
- Getting Off (1979)
- Gina the Foxy Lady (1979)
- Hot Rackets (1979)
- Initiation au collège (1979)
- Inside Desiree Cousteau (1979)
- Ms. Magnificent (1979)
- Summer Heat (1979)
- Swedish Erotica Film 242 (1979)
- Swedish Erotica Film 295 (1979)
- The Tale of Tiffany Lust (1979)
- That's Erotic (1979)
- That's Porno (1979)
- Best of Porno (1980)
- Diamond Collection 10 (1980)
- Diamond Collection 5 (1980)
- Diamond Collection Film 005 (1980)
- Randy the Electric Lady (1980)
- Best of Gail Palmer (1981)
- Delicious (1981)
- French Finishing School (1981)
- Swedish Erotica 15 (1981)
- Swedish Erotica 23 (1981)
- Swedish Erotica 26 (1981)
- Swedish Erotica 27 (1981)
- Swedish Erotica 6 (1981)
- Center Spread Girls (1982)
- Erotica Collection 1 (1982)
- Peep Shows 2 (1982)
- Aphrodesia's Diary (1983)
- Best of Alex de Renzy (1983)
- Erotic Fantasies 2 (1983)
- Erotic Fantasies 4 (1983)
- Flight Sensations (1983)
- Hot Pink: Best Of Alex DeRenzy 2 (1983)
- Swedish Erotica Superstars Featuring Bridgette Monet (1983)
- Dolce Alice (Sweet Alice), regia di Joseph F. Robertson (1983)
- Turbo Sex (1983)
- Behind the Scenes of an Adult Movie (1984)
- Critic's Choice 2 (1984)
- Hot Bodies (1984)
- Erotic Gold 2 (1985)
- Free and Foxy (1985)
- Classic Swedish Erotica 8 (1986)
- Wild Orgies (1986)
- Legends of Porn 1 (1987)
- Sex In The Great Outdoors (1987)
- Blue Vanities 34 (1988)
- Blue Vanities 46 (1988)
- Blue Vanities 67 (1988)
- Forbidden Worlds (1988)
- Only the Best of Breasts (1988)
- Oral Ecstasy 4 (1988)
- Yuppies in Heat (1988)
- Legends of Porn 2 (1989)
- Blue Vanities 18 (1992)
- Case of the Missing Seka Master (1993)
- Swedish Erotica Hard 15 (1993)
- Swedish Erotica Hard 22 (1993)
- Swedish Erotica Hard 23 (1993)
- Swedish Erotica Hard 24 (1993)
- True Legends of Adult Cinema: The Cult Superstars (1993)
- Blue Vanities 240 (1995)
- Blue Vanities 274 (1996)
- Blue Vanities 275 (1996)
- Blue Vanities 278 (1996)
- Blue Vanities 276 (1997)
- Blue Vanities 277 (1997)
- Blue Vanities 296 (1998)
- Blue Vanities 298 (1998)
- Blue Vanities 324 (1999)
- Very Best of Seka (2000)
- John Holmes and Company (2001)
- Mr. Big Stuff (2001)
- Tribute to the King 1 (2002)
- Tribute To The King 2 (2002)
- Swedish Erotica 4Hr 10 (2003)
- Swedish Erotica 4Hr 2 (2003)
- Swedish Erotica 4Hr 3 (2003)
- Swedish Erotica 4Hr 5 (2003)
- Swedish Erotica 4Hr 7 (2003)
- Diamond Collection (2004)
- Golden Age of Porn: Desiree Cousteau (2004)
- Strokin' to the Oldies: Seka (2004)
- Chris Cassidy Collection (2005)
- John Holmes Sexual Rage (2005)
- Double D Diamond Collection 1 (2006)
- Very Best of Annette Haven (2006)
- Very Best of Desiree Cousteau (2006)
- Battle of the Superstars: Seka vs. Kay Parker (2009)
- Desiree Cousteau's Porn Players (2012)
- Plastic Classics (2012)
- Rub A Dub Dub Retro Sluts In A Tub (2012)